# Олгица Цице
Олгица Цице (на босненски: Olgica Cice) е босненска (Република Сръбска) поетеса и писателка на произведения в жанра лирика, детска литература и биография.

## Биография и творчество
Олгица Цице е родена през 1952 г. в Приедор, Босна и Херцеговина, Югославия. Завършва основно училище и гимназия в Требине. Започва да публикува поезия в списания още докато учи. През 1975 г. завършва история на югославските литератури и сръбския език във Философския факултет на Сараевския университет. След дипломирането си работи като преподавател по литература и сръбски език в гимназията. „Йован Дучич“ в Требине, където се пенсионира.
Първата ѝ книга, стихосбирката „Ријека је старија од нас“ (Риека е по-стара от нас) е издадена през 1999 г. През 2001 г. са издадени стихосбирката ѝ за деца „Представям се, аз съм кралят“ и романа „Земята на Игор“. Романът ѝ „Миризмата на човек“ от 2006 г. е включен сред 5-те най-добри постижения на писателките на сръбски език на конкурса за наградата „Златно перо“.
През 2012 г. е издаден биографичният ѝ роман „Боје и барут“ (Бои и барут) за известната сръбска художничка и героиня Надежда Петрович. Частта от този роман, която разказва за военните години на Надежда Петрович, става част от монодрамата на белградската актриса Биляна Джурович.
През 2009 г. е издаден сборникът ѝ с разкази „Низводно од бајке“ (Надолу по течението от историята).
Сборникът ѝ с приказки за деца „Бајкине приче“ (Историите на баба) е издаден през 2015 г. Книгата печели първа награда на литературния конкурс „Станко Ракита“ на Асоциацията на писателите на Република Сръбска.
Следват романите ѝ „Ernestina priča“ (Историята на Ернестина) от 2017 г. и „Обала“ (Брегът) от 2019 г.
През 2000 г. разказът ъ „Бреза“ печели първа награда на конкурса на литературната общност „Йован Дучич“ в Требине.
Член е на Сдружението на писателите на Република Сръбска.
Олгица Цице живее със семейството си в Требине.

## Произведения

### Самостоятелни романи
- Мирис човјека (2006)
- Боје и барут (2012)
- Ернестина прича (2017)
- Обала (2019)

### Поезия
- Ријека је старија од нас (1999)
- Матуранти (2014)

### Детска литература
- Представљам се, ја сам краљ (2001) – поезия
- Земља Игорова (2001) – роман
- Бајкине приче (2015) – разкази

### Сборници
- Низводно од бајке (2009)